# Valhalla Game Studios
Valhalla Game Studios (株式会社ヴァルハラゲームスタジオ Kabushiki Kaisha Varuhara Gēmu Sutajio) fue una compañía de videojuegos japonesa fundada en 2009.

## Personal
El estudio era dirigido por antiguo personal de Tecmo: Satoshi Kanematsu, que trabajó en Monster Rancher y Rygar, y Tomonobu Itagaki, diseñador de juegos conocido por su trabajo en las sagas Dead or Alive y Ninja Gaiden.

## Juegos desarrollados
| Título del juego                           | Distribuidor | Sistema | Año de lanzamiento | Japón | América | Europa (PAL) | Detalles adicionales                                              |
| ------------------------------------------ | ------------ | ------- | ------------------ | ----- | ------- | ------------ | ----------------------------------------------------------------- |
| Devil's Third                              | Nintendo     | Wii U   | 2015               | Sí    | Sí      | Sí           | Desarrollado en cooperación con Nintendo SPD.                     |
| Devil's Third Online                       | Nexon        | PC      | 2016               | Sí    | No      | No           |                                                                   |
| Momotaro Dentetsu 2017: Tachigare Nippon!! | Nintendo     | 3DS     | 2016               | Sí    | No      | No           | La información legal en el sitio oficial revela la participación. |

## Proyectos
Desde 2010, la compañía ha estado trabajando en Devil's Third un juego de disparos violento. Originalmente desarrollado como un título para PlayStation 3 y Xbox 360, el juego fue publicado finalmente para Wii U y PC.
Tras el cierre de socio de desarrollo de THQ, los derechos de propiedad intelectual de Devil's Third fueron devueltos a Valhalla Game Studios. El juego fue reanunciado por Nintendo en el E3 2014. El título fue lanzado en 2015.
La respuesta crítica del agregador Metacritic le asigna a Devil's Third una puntuación del 44%, basado en 46 revisiones, lo que indica "críticas generalmente desfavorables". En noviembre de 2015, se anunció que Valhalla y Nexon publicarían una versión para PC centrada en el modo en línea. Se confirmó que algunas características que estaban ausentes en el original, tales como chat de voz, se añadirían al juego. El título fue lanzado en Japón el 8 de junio de 2016.

## Litigio
En noviembre de 2015, se informó de que Valhalla Motion Pictures había demandado a Valhalla Game Studios por infracción de marca, probablemente debido a su nombre y el logotipo similar.